# キム・ジヨン
キム・ジヨン（Kim Ji-Youn、 1989年11月20日 - ）は韓国の柔道選手。階級は78kg超級。

## 経歴
2007年のアジアジュニア78kg超級で3位になった。2008年の世界ジュニアでは準決勝で田知本愛に合技で敗れて3位だった。2011年のユニバーシアード無差別で優勝すると、地元で開催されたワールドカップ・スウォンでも優勝した。2012年には東アジア選手権やワールドカップ・ウランバートルでも優勝するが、より活躍していた金誽永がいたためにロンドンオリンピックには出場できなかった。2013年のグランドスラム・パリでは3位になった。2014年に地元で開催されたグランプリ・チェジュでIJFワールド柔道ツアー初優勝を飾った。2015年には地元で開催されたユニバーシアード無差別で優勝した。2016年にはグランプリ・デュッセルドルフで3位、グランプリ・サムスンで優勝するが、リオデジャネイロオリンピックにはより活躍していた金珉程がいたために出場できなかった。2017年のユニバーシアードでは無差別決勝で井上あかりに反則負けして、今大会3度目の優勝はならなかった。

## 主な戦績
- 2007年 - アジアジュニア 3位
- 2008年 - 世界ジュニア 3位
- 2010年 - ワールドカップ・水原 3位
- 2011年 - ユニバーシアード 無差別 優勝
- 2011年 - ワールドカップ・スウォン 優勝
- 2011年 - グランドスラム・東京 5位
- 2012年 - 東アジア選手権 優勝
- 2012年 - ワールドカップ・ウランバートル 優勝
- 2013年 - グランドスラム・パリ 3位
- 2014年 - グランプリ・チェジュ 優勝
- 2015年 - グランプリ・サムスン 3位
- 2015年 - ユニバーシアード 無差別 優勝
- 2015年 - アジアオープン・台北 優勝
- 2016年 - グランプリ・デュッセルドルフ 3位
- 2016年 - グランプリ・サムスン 優勝
- 2017年 - アジアオープン・台北 優勝
- 2017年 - ユニバーシアード 無差別 2位

(出典、JudoInside.com)。